# نظام إنتاج تويوتا

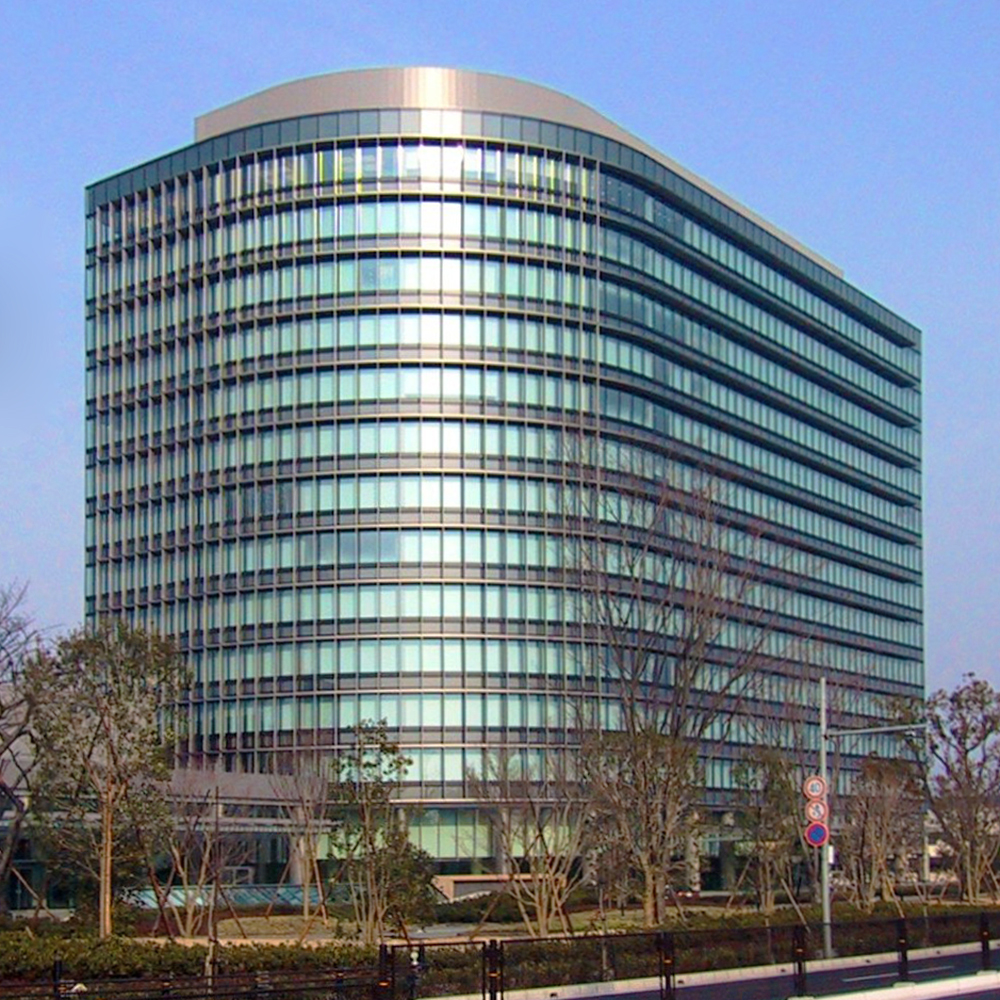

نظام تويوتا الإنتاجي أو طريقة تويوتا هو طريقة في تنظيم العمل وضعها المهندس الياباني تاييتشي أونو (Taiichi Ōno). أداة أساسية لدى تويوتا منذ عدة عقود بدأ الحديث عنها عام 1962م. الاسم الأكثر رواجًا لنظام تويوتا الإنتاجي هو من الإنكليزية (Toyota Production System : TPS)

بعد خسارتهم للحرب العالمية الثانية ضد الأمركيين ترتب على اليابانيين إعادة بناء اقتصادهم. أعلنت تويوتا عن إستراتيجية لمضاهات الولايات المتحدة على صعيد الإنتاج لتفادي اندثار الصناعة اليابانية. بدأت الخطة مع مؤسس الشركة ساكيشي تويودا وابنه كيشيرو تويودا والمهندس تاييتشي أونو. استوحى هؤلاء سياستهم من أعمال ويليام إدواردز ديمنج وكتابات هنري فورد.

## أساسسيات نظام تويتا الإنتاجي
يرتكز نظام تويتا الإنتاجي على ركيزتين أساسيتين وهما: فقط عند الحاجة (just-in-time) والأتمتة الذاتية أو الجيدوكا (Autonomation).
مبدأ (فقط عند الحاجة) يعني أن المواد الأولية أو القطع لن تصل إلى خط الإنتاج النهائي إلا عند الحاجة إليها، وأيضا لن يتم تصنيع أي قطع أو أجزاء في أي قسم من المصنع إلا عند الحاجة إليها وبالكمية المطلوبة فقط. هدف هذا المبدأ التقليل من الهدر بانتاج قطع لا يُحتاج إليها كما يقلل من المساحات المطلوبة للتخزين ويسرع عملية الإنتاج بجعل بيئة العمل مثالية.
مبدأ الأتمتة الذاتية أو الجيدوكا يعني أن الآلات يجب أن تكون بمفردها ودون تدخل الإنسان قادرة على التوقف عن العمل في حال حصول أي خطأ، أو في حال كانت المواد الداخلة إلى الآلة أوالخارجة منها معيبة. هذا المبدأ يؤدي إلى تقليل الهدر الناتج عن إنتاج قطع معيبة، كما يقلل من عدد العمال المشغلون والمراقبون للآلات حيث لا حاجة للعامل إلا عند توقف الآلة.

## اقرأ أيضاً
- سياسة تويوتا.
- كايزن.